# Margie Morán
María Margarita Morán y Roxas de Floirendo (Manila, Filipinas, 15 de septiembre de 1953), popularmente conocida como Margie Morán, es una defensora por la paz por sus esfuerzos en Mindanao y presidenta de Ballet Philippines. Obtuvo la corona en el certamen de Miss Universo 1973 representando a Filipinas.

## Primeros años
Margie Moran se graduó en el instituto en el St. Theresa's College y asistió a la universidad en Maryknoll College (ahora Miriam College). Antes de unirse al concurso de belleza de Miss Universo, trabajó como modelo a media jornada para el diseñador de moda Auggie Cordero. Es nieta de Manuel Roxas, 5.º Presidente de Filipinas.

## Concurso de belleza

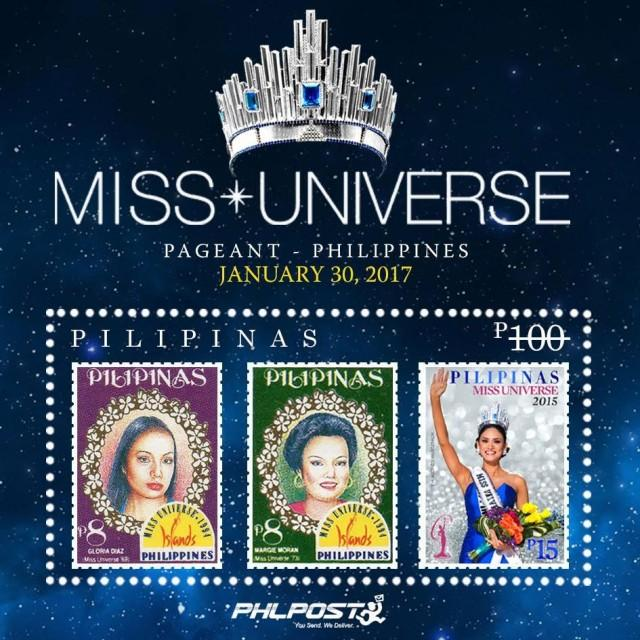
Sello conmemorativo con las ganadoras filipinas del concurso de belleza de Miss Universo incluyendo a Moran (centro).

Ganó el derecho a representar a su país en el concurso de Miss Universo en Atenas, Grecia después de ganar la competición de Miss Filipinas en 1973.
Moran dijo que entró en el concurso por las incesantes insistencias de amigos y familiares. La belleza de 19 años de edad y 1,68 metros, finalmente ganó el título de Miss Universo 1973 junto al premio de Miss Fotogénica. Es una de las cuatro Miss Universo que también han ganado Miss Fotogénica, siendo las otras Margareta Arvidsson, Janelle Commissiong y Denise Quiñones.

## Vida después de Miss Universo
Dos años después de su reinado, se casó y terminó su Grado en Administración en el Maryknoll College y en la Universidad de Boston y cursó su máster en la Universidad de London, premiada por la Escuela de Estudios Orientales y Africanos. Dirigió varias empresas privadas como un resort llamado "Pearl Farm" en Sámal, Dávao del Norte desde 1989 hasta 1994, presentó "Margie on Mindanao" en la televisión y produjo una película ganadora de muchos premios, Bagong Buwan. Moran es también conocida por sus obras sociales y cívicas especialmente para promover la paz y el sustento como parte de la Comisión Mindanao sobre Organización de Mujeres y recientemente como embajadora-fideicomisaria de Habitat for Humanity Philippines.
Su pasión y experiencia como bailarina a los 18 años, le incitaron a promover el arte y la cultura con la Fundación del Sur de Filipinas para el Arte, la Cultura y la Ecología. Ahora dirige las operaciones generales del Ballet Philippines.
Moran tenía 21 cuando se casó con el congresista Antonio R. Floirendo, Jr. de Dávao del Norte pero después de 30 años de matrimonio, se separaron. Tienen 2 hijas, Mónica Danielle y Gabrielle Antoinette.